# Josef Ulrich Danhauser
Josef Ulrich Danhauser (14. března 1780 Mariahilf, Vídeň - 9. ledna 1829 Vídeň) byl rakouský designér a výrobce Biedermeierovského nábytku. V roce 1804 otevřel ve Vídni továrnu na nábytek, která se později stala největší továrnou na výrobu nábytku v Rakousku, přičemž prosperovala téměř až do jeho smrti. Jeho synem byl biedermeierovský malíř Josef Franz Danhauser.

## Život a dílo

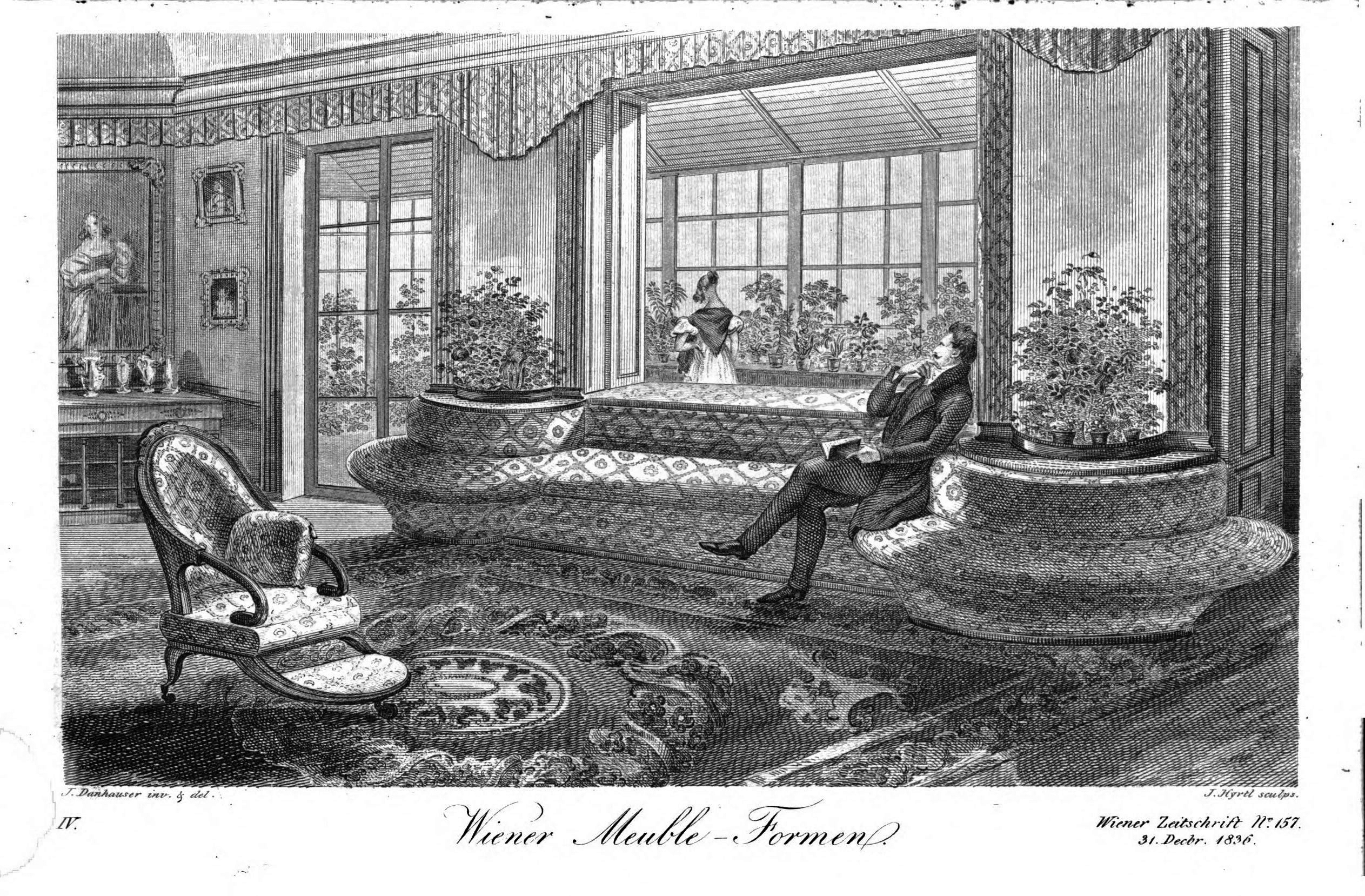
nábytek vyráběný Danhauserovou továrnou, 1836

Narodil se 14. března 1780 v Mariahilf jako syn řezbáře Johana Davida Danhausera. Roku 1793 začal studovat Akademii výtvarných studií ve Vídni, protože každý, kdo se zde tehdy chtěl ucházet o vstup do cechu musel mít za sebou toto umělecké vzdělání. Podmínku zavedl Josef II, který se tímto krokem snažil pozvednout úroveň nábytkového umění. Důkazem, že se mu to dařilo, je i to, že tou dobou bylo ve Vídni 78 licencovaných dílen, z nichž některé fungovaly v továrenských měřítkách.
Roku 1804 se oženil s Johanou Lambert a roku 1805 se jim narodil syn Jozef Franz Danhauser, později známý malíř rakouského Biedermeieru.

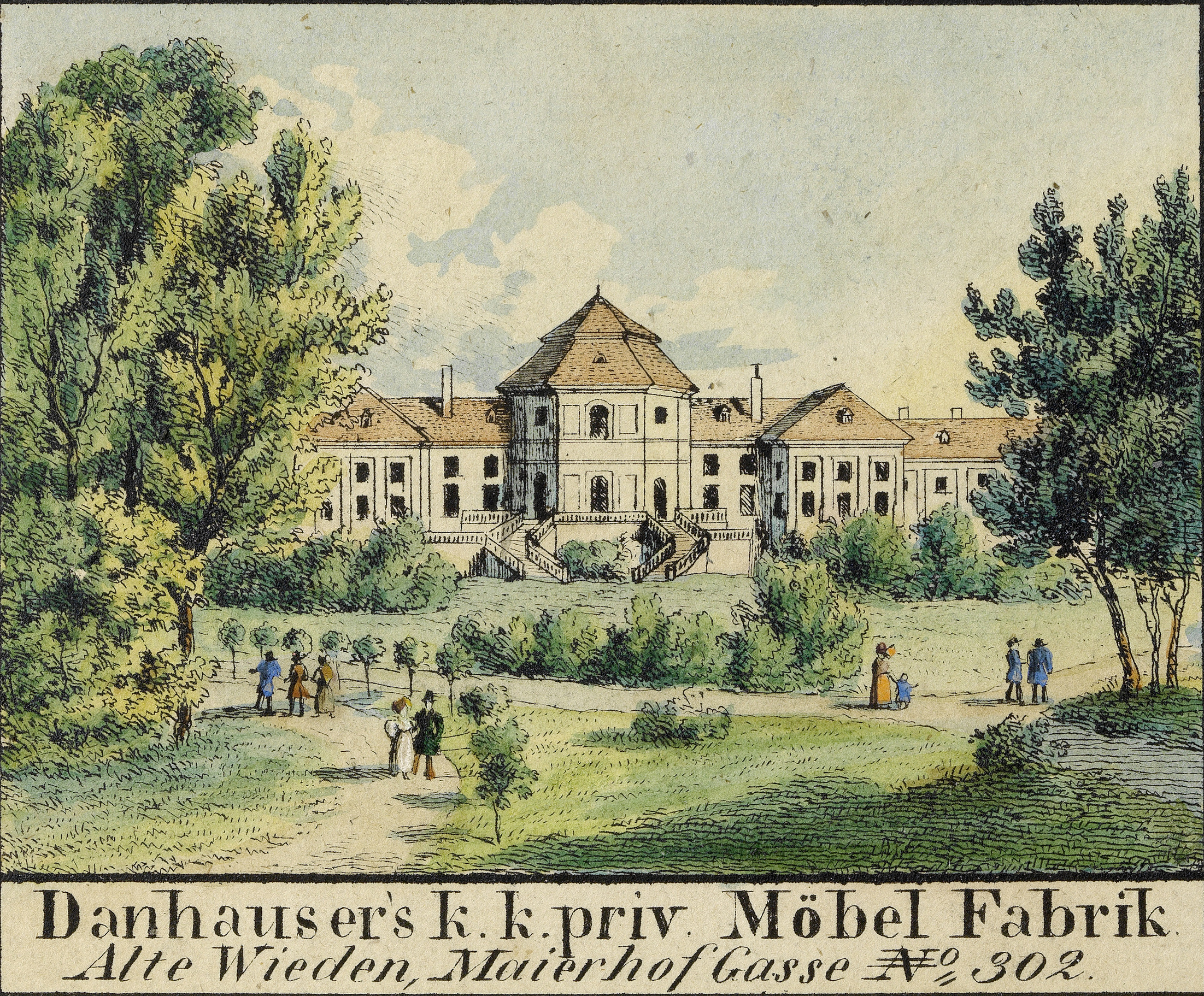
Danhauserova továrna na nábytek, Vídeň, 1835

V roce 1804 také založil továrnu na nábytek v Černínském paláci ve Vídni. Již v roce 1808 měl přes 150 zaměstnanců a vlastnil sklad v Budapešti. Vyráběl se zde nejen nábytek ale i např. tapety, čalounění, závěsy a jiné bytové doplňky. Vše bylo vyrobeno podle Danhauserových návrhů. Těch se do dnešní doby dochovalo přes 2500 nejrozmanitějších kusů. Mezi nimi jsou návrhy skříní, knihoven, komod, sekretářů, nočních stolků, pohovek, plivátek, křesel, taburetů, podnožek, stojanů na dýmky, stojanů na housle, postelí, bidetů, lustrů a mnohé další. Tyto kresby jsou dnes shromážděny v Muzeu užitých umění ve Vídni.

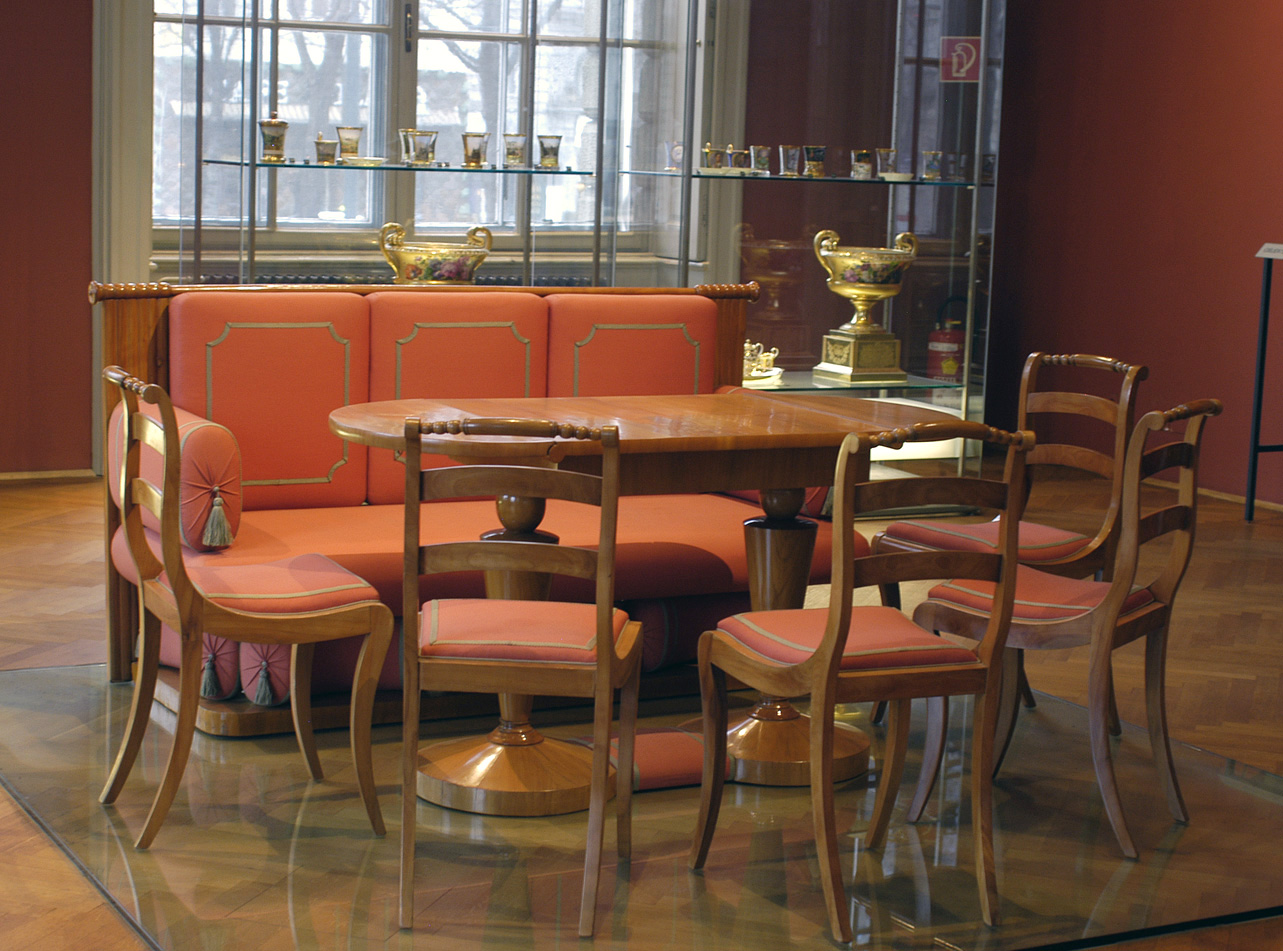
sedací souprava 1825-1830, Danhauserova továrna na nábytek, MAK Vídeň

Danhauser byl jedním z prvních, komu se podařilo prezentovat ucelené soubory nábytku široké veřejnosti. Jeho návrhy v sobě kombinovali funkčnost, užitkovost a jednoduchou estetiku. Bylo jich takové množství a byly tak rozmanité, že snadno vyhověly široké veřejnosti. Vzhledem k jednodušším, tehdy oblíbeným, neoklasickým tvarům Danhauserova biedermeierovského nábytku bylo možné použít určitý stupeň mechanické výroby, což činilo nábytek i cenově dostupnějším. Nábytek si bylo možné a běžné objednávat z katalogu podobně jako dnes. Danhauser se snažil, aby byl jeho nábytek dobře využitelný i dostupný i pro střední třídu a navrhoval ho proto ve třech cenových kategorií.

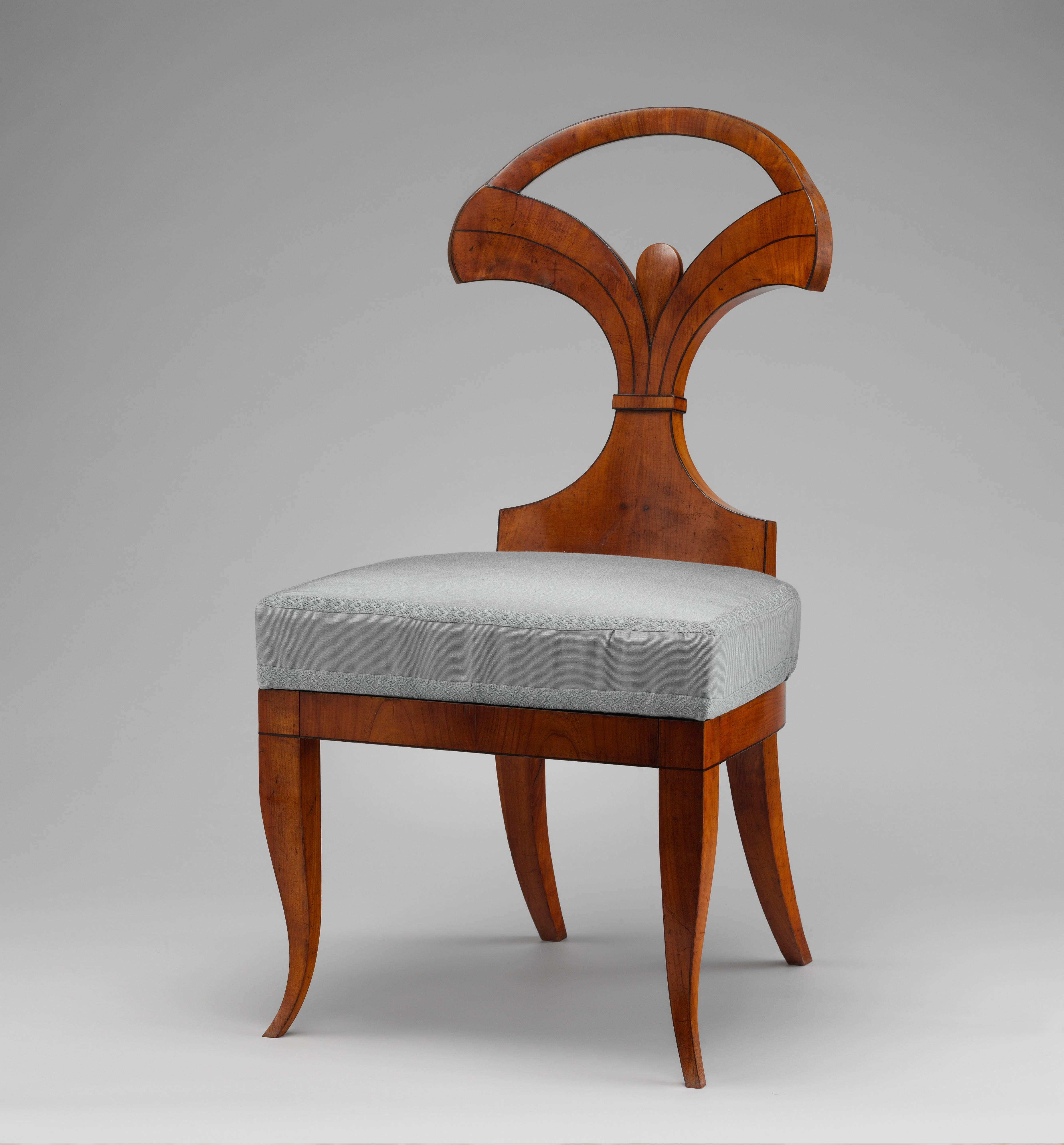
židle, Danhauserova továrna na nábytek, MET

Vyznačoval se lehkostí, s často oblými tvary. Používal hojně místní dřeviny, rostoucí poblíž Vídně, jako třešeň, ořech, javor a jasan. Jako dekor využíval především samotnou kresbu dřevěných dýh. Časté jsou i ebonizované či ebenové detaily. Čalounění často pokrývalo kusy nábytku tak, že dřevo bylo sotva vidět. Danhauserovy výrobky, stejně jako jiný nábytek Biedermeieru, směřoval k pohodlnosti a útulnosti. Typické byli např. paravány, sloužící jak pro předělení místnosti, tak k dekorativním účelům. Vznikaly tu i zcela nové kusy nábytku jako klece pro domácí zvířata nebo stojany na pokojové rostliny.
V roce 1829, když Danhauser umíral, byla jeho továrna na nábytek největším podnikem svého druhu v Rakousku. Po jeho smrti její chod přebrali jeho žena a syn Josef Danhauser, který sám také pokračoval v navrhování nábytku. Udržet se jim ji dařilo ještě dalších devět let, poté byla továrna roku 1838 zavřena.